# James W. Christy
James Walter Christy, född 15 september 1938 i Milwaukee, Wisconsin, USA, är en amerikansk astronom, främst känd som upptäckare av Plutos måne Charon.

## Biografi

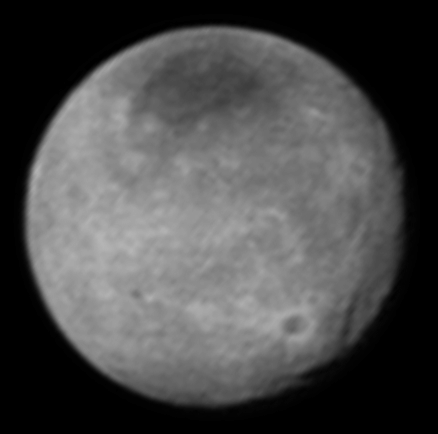
James W. Christy upptäckte Charon

James W. Christy studerade vid University of Arizona och avlade en Bachelor of Science-examen i astronomi 1965. Som forskare har han främst varit verksam inom fältet astrometri.
Han är mest känd för att den 22 juni 1978 ha upptäckt månen Charon, på fotografier tagna med 1,5-metersreflektorn vid US Naval Observatory i Flagstaff, Arizona. Detta teleskop är placerat endast sex kilometer från det teleskop Clyde Tombaugh 1930 använde för att upptäcka Pluto. När Christy undersökte starkt förstorade bilder av Pluto lade han märke till en utbuktning på ena sidan av dvärgplaneten. Genom sin erfarenhet av att observera dubbelstjärnor drog han den korrekta slutsatsen att det rörde sig om två tätt liggande himlakroppar, där separationen inte kunde upplösas av teleskopet. En alternativ förklaring om att Pluto var oregelbundet formad kunde uteslutas efter att man förutsett ömsesidiga förmörkelser mellan Pluto och Charon, som också kunde observeras som regelbundna förändringar i ljusstyrkan. Senare högupplösande teleskop som Hubbleteleskopet har kunnat upplösa Pluto och Charon som separata objekt. 
Christy döpte själv månen till Charon kort efter upptäckten, men namnet fastslogs officiellt av Internationella astronomiska unionen först under sent 1985 vilket tillkännagavs den 3 januari 1986.
Han var 2015 bosatt i Flagstaff, Arizona. Asteroiden 129564 Christy är sedan 2008 namngiven efter honom.

### Fotnoter
1. ↑  ”20th Anniversary of the Discovery of Pluto's moon Charon”. NASA. 24 juni 1998. http://nssdc.gsfc.nasa.gov/planetary/text/usno_charon_pr_19980624.txt. Läst 11 september 2015.
2. ↑  Matt Williams (21 december 2015). ”Charon: Pluto's Largest Moon” (på engelska). Universe Today. Arkiverad från originalet den 19 november 2016. https://web.archive.org/web/20161119180758/http://www.universetoday.com/41619/charon/. Läst 28 oktober 2016.